# IFデザイン賞
iFデザイン賞（アイエフデザインしょう、iF design award）は、ドイツ・ハノーファーを拠点とする、デザイン振興のための国際的な組織インダストリー・フォーラム・デザイン・ハノーファー（iF）が1953年から主催し、毎年全世界の工業製品等を対象に優れたデザインを選定する。
iFデザイン賞はIDEA賞(アメリカ)、レッドドット・デザイン賞(ドイツ)と並び「世界3大デザイン賞」と呼ばれている。
プロダクト、パッケージ、コミュニケーション、サービスデザイン、建築、インテリア／建築、プロフェッショナルコンセプトの7つのカテゴリから優秀デザインを討議し、各分野の年間優秀デザインを表彰する。

## 受賞例
- コクヨ　AGATA/D　－2005年、日本製のチェアとしてははじめて金賞を受賞[1]
- レクサス・GS、レクサス・IS - 2007年、日本車として初めて金賞を受賞[2][3]
- 小田急50000形電車 VSE - 2007年デザイン賞[4]
- リコーのデジタルカメラ Caplio・GX100 - 2008年金賞[5]
- ARTPHERE K-line F4ニューダレス - 2009年、日本の鞄業界としては初の受賞[6]
- ソニーのデジタル一眼カメラ「NEX-5/NEX-3」の「User Interface」 - 2011年金賞[7]
- ソニーのパーソナルコンピュータ「VAIO」の「VAIO Media Gallery」 - 2011年デザイン賞
- 株式会社アッシュコンセプト「FuroshikiBag2」- 2011年デザイン賞[8]
- プラマイゼロ株式会社の掃除機「コードレスクリーナーY010」- 2015年金賞
- PSソリューションズ株式会社「農業IoT e-kakashi」 - 2016年デザイン賞
- 錦城護謨株式会社 「HODOHKUN Guideway」- 2016年、プロダクト分野の“パブリックデザイン”において日本初の金賞受賞[9]
- トリニティ株式会社「NuAns NEO」- 2017年、「Telecommunication」カテゴリーにおいて、日本初の金賞を受賞[10]
- 穴織カーボン株式会社 カーボン製無水調理鍋「ANAORI CARBON POT OVAL」-2017年デザイン賞[11]
- レノ・デザインワークス / Go Organics Japan「二丈紅白米」-2017年デザイン賞 (九州地方において初受賞)
- タイガー魔法瓶株式会社 土鍋圧力IH炊飯ジャー〈THE炊きたて〉JPG-X100 2018年デザイン賞
- 穴織カーボン株式会社 カーボンすき焼き鍋「ANAORI CARBON GRILL JAZZ」-2018年デザイン賞
- 蛇の目ミシン工業株式会社 エアースレッド小型ロック「マイロックエアー2000D」- 2019年デザイン賞
- タイガー魔法瓶株式会社 「Maho Nabé」 2019年デザイン賞[12]
- 穴織カーボン株式会社 カーボン製無水調理鍋「ANAORI CARBON POT OVAL-X」-2019年デザイン賞
- 穴織カーボン株式会社 カーボン製無水調理鍋「ANAORI CARBON POT DISC」-2019年金賞
- SUGAWARADAISUKE建築事務所株式会社 「下タ町醸し室 HIKOBE」-2019年デザイン賞(建築部門の日本人初の2作同時受賞)
- SUGAWARADAISUKE建築事務所株式会社 「山中湖村平野交差点バス待合所・観光案内所」-2019年デザイン賞(建築部門の日本人初の2作同時受賞)
- 株式会社ワイ・エス・エム「NIGHT BOOK」-2019年デザイン賞
- Nature株式会社 エネルギーマネジメントシステム「Nature Remo E」-2020デザイン賞[13]
- 島産業株式会社　家庭用生ごみ減量乾燥機「Paris Paris Cue」 - 2020年デザイン賞[14]
- quantum inc. 　日常を旅するクルマイス「Wheeliy」-2020年デザイン賞[15]
- 西武001系電車 Laivew - 2020年デザイン賞[16]
- 東芝ライフスタイル株式会社 クリーナー「vc-cls1」 2021年デザイン賞[17]
- 株式会社 宇治香園　日本茶パッケージ　2021年デザイン賞[18]
- みんなの銀行 - 2022年デザイン賞（日本の金融機関として初受賞）
- 葉山加地邸 - 2022年デザイン賞
- SUGAWARADAISUKE建築事務所株式会社 「瀬戸内醸造所」-2023年銀賞
- パナソニックコネクト株式会社　産業用ブルーレーザー発信器「Blue direct diode laser oscillator YL-F04B04T01」- 2023年デザイン賞
- 株式会社ビードットメディカル 「陽子線治療システム」-2024年デザイン賞[19]

## 参考
1. ↑  http://www.kokuyo.co.jp/press/news/20091215-052.html
2. ↑  http://lexus.jp/brand/awards/index_gs.html
3. ↑  http://lexus.jp/brand/awards/index_is.html
4. ↑  http://www.odakyu.jp/romancecar/line_up/50000.html
5. ↑  http://www.ricoh.co.jp/release/by_field/digital_camera/2008/0305.html
6. ↑  http://www.artphere.com/
7. ↑  “液晶テレビ<ブラビア>、デジタル一眼カメラ“α”、ビデオカメラ“ハンディカム”、データプロジェクター　世界的に権威ある「iFデザイン賞」金賞を4件同時受賞”.  SONY (2011年3月2日). 2018年4月30日閲覧。
8. ↑  http://www.gentadesign.com/furoshikibag2.html
9. ↑  http://www.kinjogomu.jp/newspdf/160301.pdf
10. ↑  http://trinity.jp/news/2017/03/6423.html
11. ↑  https://www.anaoricarbon.com/blank-32
12. ↑  https://www.maho-nabe.com
13. ↑  “世界三大デザイン賞「iFデザイン賞」をNature Remo Eが受賞しました。”. Nature. 2020年2月5日閲覧。
14. ↑  http://www.parisparis.jp/
15. ↑  https://quantum.ne.jp/news/1913/
16. ↑  https://ifworlddesignguide.com/entry/271453-laview
17. ↑  https://www.toshiba-lifestyle.co.jp/living/cleaners/vc-cls1/
18. ↑  “iFデザインアワード受賞 | 宇治香園”. 2021年6月4日閲覧。
19. ↑  iFデザインアワード2024を受賞　ビードットメディカル（2024年3月1日）

20.  ↑https://ifdesign.com/en/winner-ranking/project/blue-direct-diode-laser-oscillator-yl-f04b04t01/564123